# Episema
Episema é um gênero de traça pertencente à família Arctiidae.